# IC 4409
IC 4409 ist eine Spiralgalaxie vom Hubble-Typ Sab im Sternbild Bärenhüter am Nordsternhimmel. Sie ist schätzungsweise 463 Mio. Lichtjahre von der Milchstraße entfernt und hat einen Durchmesser von etwa 110.000 Lichtjahren.
Im selben Himmelsareal befindet sich u. a. die Galaxie IC 4403.
Das Objekt wurde am 3. Juli 1896 von Stéphane Javelle entdeckt.